# Horn (Turgóvia)
Horn é uma comuna da Suíça, no Cantão Turgóvia, com cerca de 2.320 habitantes. Estende-se por uma área de 1,71 km², de densidade populacional de 1.357 hab/km².
A língua oficial nesta comuna é o alemão.